# Syngenes longicornis
Syngenes longicornis is een insect uit de familie van de mierenleeuwen (Myrmeleontidae), die tot de orde netvleugeligen (Neuroptera) behoort. 
Syngenes longicornis is voor het eerst wetenschappelijk beschreven door Rambur in 1842.